# Bodengutachten
Das Bodengutachten ist eine verbreitete, wenngleich ungenaue Bezeichnung für das Baugrund- und Gründungsgutachten in Form eines geotechnischen Berichts eines Sachverständigen für Geotechnik. Andere gängige Bezeichnungen sind Baugrundgutachten und bodenmechanisches Gutachten.

## Feldarbeiten
Für die Erstellung eines Baugrundgutachtens werden durch einen Geotechniker Bodenproben mittels Rammkernsondierung aus dem Boden entnommen. Die entnommenen Proben werden bei der sogenannten Bodenansprache begutachtet und dabei die Bodenart bestimmt. Die Rammsondierung dient zur Ermittlung der Belastbarkeit des Bodens; dabei wird eine genormte Metallpitze in den Boden gerammt und die Anzahl der Schläge gemessen, die für das Eintreiben der Metallspitze in den Boden benötigt werden.

## Baugrundgutachten
Das Gutachten dokumentiert die Ergebnisse der Erkundung und Untersuchung der Baugrund- und Grundwasserverhältnisse eines Planungsbereichs sowie ihre Beurteilung im Hinblick auf die Lösung einer bautechnischen Aufgabe nach dem Stand der Technik, darunter auch Angaben zur Beschaffenheit des dort anzutreffenden Bodens.
Ein solches Gutachten enthält für den Planer von Gebäuden und Ingenieurbauwerken alle wesentlichen Aussagen über die Gründungsmöglichkeiten sowie über die Belastbarkeit des Baugrundes (zulässige Bodenpressungen oder erzielbare Pfahlwiderstände), die charakteristischen Werte der Bodenparameter und den zu erwartenden Bemessungsgrundwasserstand. Für Tragwerksplaner ist ein geotechnischer Bericht mit Aussagen über die Tragfähigkeit des Bodens die Arbeitsgrundlage zum Nachweis der Standsicherheit. Darauf aufbauend werden Gründungselemente wie z. B. Fundamente, Pfähle dimensioniert und die Durchführung der Bauarbeiten geplant (Baugrube, Grundwasserhaltung, Abdichtung, Auswirkungen auf die Umgebung usw.).

### Enthaltene Informationen
(Quelle: )
- Bodenart
- Schichtenaufbau
- Grundungsempfehlung
- Bauwerksabdichtung
- Frosteinwirkung
- Wasserhaltung
- Versickerung

### Pflicht
Die verbreitete Annahme, dass Bodengutachten seit 2008 bauordnungsrechtlich vorgeschrieben sein sollen, ist nicht richtig. Eine Verpflichtung zur Vorlage eines Bodengutachtens kann in Einzelfällen bestehen.
Geotechnische Berichte werden auf Grundlage der EN 1997–2 – Eurocode 7: Entwurf, Berechnung und Bemessung in der Geotechnik – Teil 2: Erkundung und Untersuchung des Baugrunds sowie zusätzlich in Deutschland nach DIN 4020 – Ergänzende Regelungen zu DIN EN 1997–2 erstellt. Sie sind letztlich Bestandteil des Geotechnischen Entwurfsberichts nach EN 1997–1 in Verbindung mit DIN 1054 Sicherheitsnachweise im Erd- und Grundbau.
Ein Bodengutachten kann sich auch auf die Untersuchung und die Beurteilung eventuell vorhandener Bodenverunreinigungen und Altlasten beziehen.